# Alice et Martin
Pour les articles homonymes, voir Alice.
Pour plus de détails, voir Fiche technique et Distribution.
Alice et Martin est un film dramatique français d'André Téchiné sorti le 4 novembre 1998.

## Synopsis
Un soir, Martin arrive chez son frère aîné, Benjamin, qui vit en colocation avec Alice. Il fuit la maison familiale et porte en lui un lourd secret. Alice tombe amoureuse de Martin, se retrouve enceinte et comprend qu'il a tué son père.

## Fiche Technique
- Titre : Alice et Martin
- Titre anglais et international : Alice and Martin
- Réalisation : André Téchiné
- Scénario : Olivier Assayas, Gilles Taurand et André Téchiné
- Image : Caroline Champetier
- Montage : Martine Giordano
- Musique : Philippe Sarde
- Production : Christine Gozlan, André Martin et Alain Sarde
- Pays d'origine :  France
- Format : couleur - 35 mm
- Genre : drame
- Durée : 120 minutes
- Date de sortie :
  - France : 4 novembre 1998

## Distribution
- Juliette Binoche : Alice
- Alexis Loret : Martin Sauvagnac
- Mathieu Amalric : Benjamin Sauvagnac
- Carmen Maura : Jeanine Sauvagnac
- Jean-Pierre Lorit : Frédéric Sauvagnac
- Marthe Villalonga : Lucie
- Roschdy Zem : Saïd
- Pierre Maguelon : Victor Sauvagnac
- Éric Kreikenmayer : Francois Sauvagnac
- Jeremy Kreikenmayer : Martin (enfant)
- Kevin Goffette : Christophe
- Christiane Ludot : Laurence